# Orljane
Orljane (em cirílico: Орљане) é uma vila da Sérvia localizada no município de Doljevac, pertencente ao distrito de Nišava. A sua população era de 1480 habitantes segundo o censo de 2011.

## Demografia
| 1948 | 1953 | 1961 | 1971 | 1981 | 1991 | 2002 | 2011 |
| ---- | ---- | ---- | ---- | ---- | ---- | ---- | ---- |
| 1448 | 1567 | 1622 | 1657 | 1690 | 1716 | 1612 | 1480 |